# Nikolai Golub
Nikolai Isaievici Golub (în rusă Николай Исаевич Голубь) (n. 1904 – d. ?) a fost un politician sovietic, care a îndeplinit funcția de Secretar 2 al Comitetului Regional Moldova al Partidului Comunist din Ucraina (-1938).

## Biografie
Nikolai Golub s-a născut în anul 1904. A devenit membru al Partidului Comunist din Rusia (bolșevic) în anul 1927. A fost în perioada 3 iunie - 30 august 1937 membru supleant al Comitetului Central al Partidului Comunist din Ucraina, fiind înlăturat din această poziție în urma Plenarei din 29-30 august 1937.
Până în aprilie 1938 a îndeplinit funcția de Secretar 2 al Comitetului Regional Moldova al Partidului Comunist din Ucraina, ținând locul primului-secretar în anumite perioade.
Nikolai Golub a fost arestat în anul 1937, murind probabil în urma epurărilor staliniste din acei ani.